# Grim Dawn
Grim Dawn (с англ. — «Мрачный Рассвет») — компьютерная игра в жанре action/RPG, разработанная компанией Crate Entertainment. Crate Entertainment 27 июля 2009 года объявила, что имеет лицензию на движок игры Titan Quest, принадлежащий Iron Lore, и 21 января 2010 года объявила о разработке игры Grim Dawn. Crate Entertainment заявила, что Grim Dawn — это тёмный вымышленный мир, похожий на Викторианскую Эпоху. Впоследствии, через форумы Crate Entertainment начала медленно выявляться новая информация.

## Игровой процесс
Как и в других action/RPG, в центре внимания всегда находятся битвы и сбор «лута» — доспехов, зелий, оружия и денег. Crate Entertainment подтвердила в интервью, что Grim Dawn будет включать систему крафта, аналогичную популярной пользовательской модификации Defense of the Ancients игры Warcraft III: Reign of Chaos. Grim Dawn будет также основываться на присутствующих в Titan Quest системах, таких как улучшенная физика, расчленение, а также полностью переделанная система заданий. В игре будут присутствовать фракции и мультиплеер.

## Сюжет
Grim Dawn повествует о событиях, происходящих в загадочном мире Каирна после наступления Мрачного Рассвета. О попытках остатков человеческой расы сплотиться и выжить в борьбе против захватчиков из иных миров: хтонийцев и эфириалов. Противостоянии людей против предателей рода человеческого, запретных культов, бандитов и разнообразного зверья, как каирнского, так и пришедшего из других миров через разломы в ткани реальности.
Люди связались с существами из потусторонних миров. Они решили открыть портал, чтобы впустить инопланетян в наш мир. Естественно, из-за людской ксенофобии, для инопланетян были созданы специальные тюрьмы. В ходе экспериментов выяснилось, что существа, состоящие из эфира (своего рода духовной энергии) могут сливаться вместе с человеческим разумом и контролировать его, подавляя человеческую волю. Также выяснилось, что люди, в которых вживлялся эфир, становились гораздо сильнее. Как и всё подобное, исследования вышли из-под контроля. Исследователи привезли больше эфириалов, и те начали открывать порталы в свой мир, приводя в наш всё больше и больше существ.
С собой инопланетяне принесли эфирные обелиски. Обелиски — создания, сделанные из земли и плоти существ, которым не посчастливилось оказаться рядом. Это большие кристаллы, пронизанные эфиром. Цель обелисков — преобразование участков земли в пригодную для жизни эфирных сущностей среду.
Пока эфириалы собирают человеческие тела, Х’тонцы пробуждаются и начинают уничтожать человечество, чтобы то не досталось эфириалам. Эта война не только уничтожила человеческую цивилизацию, но и порвала ткань реальности, порождая новые ужасы. Искривление заставляет эфир становиться уже частью человеческой жизни. В своём мире Эфириалы могут контролировать эфир, но в нашем он распространяется, подобно огню, питаясь материей и увеличиваясь в размерах. Эфир, как радиация, длительное время в малых дозах вызывает изменение живых существ.
Мир уже не станет таким, каким он был до Мрачного Рассвета. Grim Dawn повествует нам об адаптации в новой, страшной реальности. Небольшие анклавы выживших людей разбросаны по всему миру. Они скрываются в убежищах. Эти люди тихо смотрят на воюющих захватчиков. Некоторые выжившие начали проявлять новые способности после искажения реальности. Некоторыми эти новые способности не были восприняты лояльно, а некоторые видели в них надежду на светлое будущее. Многие детали происходящих событий можно узнать, находя и читая обрывки из дневников жителей.
Начинаться игра будет в тюрьме Перекрёстка Дьявола. Беженцев спрятали в этой тюрьме, потому что железные барьеры защищают мирных людей от эфириалов. Каменные стены и возвышенность также повлияли на выбор беженцев из ближайшей деревни — Чертополох. Перекрёсток Дьявола — это город, куда персонаж будет постоянно возвращаться.

## Разработка
В ходе разработки, Crate Entertainment обращалась к фанатам с просьбой о финансовой поддержке. На официальном сайте игры разработчики объявили, что после периода повышенной электронной деятельности со стороны фанатов, готовых пожертвовать и поддержать разработку Grim Dawn, они добавили возможность сделать предварительный заказ, чтобы позволить фанатам внести свой вклад в развитие проекта в официальном порядке. Пятнадцать дней спустя, разработчики объявили, что получили финансовую поддержку от игрового сайта Gamebanshee и одного из авторов вебкомикса Penny Arcade. Несмотря на поддержку различных веб-сайтов и фанатов, менеджер Crate Артур Бруно в интервью The Escapist рассказал, что все предварительные заказы — лишь небольшой процент от общего бюджета Grim Dawn. В более позднем интервью игрового веб-сайта Big Download, Бруно ещё раз подтвердил, что пожертвований и предварительных заказов самих по себе не было достаточно, чтобы полностью финансировать проект.
17 апреля 2012 года Crate Entertainment открыла страницу проекта на Kickstarter. Проект набрал 537515$, сильно превысив его изначальную цель.
Crate выпустила альфа-версию игры через Steam в раннем доступе 16 мая 2013 года.
26 февраля 2014 года вышел Акт II со множеством изменений специально для HUD. Он принёс большое количество контента и увеличил максимальный уровень.
1 октября 2014 года разработчики добавили класс колдун-арканист, и разные виды оружия для этого класса: ритуальные кинжалы и мистические скипетры
21 декабря 2014 года разработчики выпустили первую главу третьего акта, максимальный уровень героя был повышен до 40 уровня.
11 мая 2015 года герои Grim Dawn получили возможность зарабатывать хорошую и плохую репутацию в разных фракциях, получить доступ к десяткам особых предметов, 145 заданиям и сражениям с сильными «боссами-мстителями».
22 августа 2015 года разработчики выпустили обновление, в котором была добавлена специализация — шаман. Разработчики сообщили, что это последняя специализация, которая будет добавлена в игру. Но тем не менее, добавили ещё целых 2 класса, некроманта и инквизитора.
25 февраля 2016 года игра вышла из раннего доступа Steam.

## Дополнения

### Горнило (Crucible)
Платный загружаемый контент, выпущен 3 августа 2016 года. Добавил новый режим, в котором игрокам необходимо противостоять волнам монстров.

### Пепел Мальмута (Ashes of Malmouth)
Платное дополнение, выпущенное 11 октября 2017 года. Появилось два новых класса, новые навыки, созвездия, области и система иллюзий, позволяющая изменить внешний вид персонажей и предметов.

### Забытые Боги (Forgotten Gods)
Второе крупное и платное дополнение, которое вышло 27 марта 2019 года.

### Клыки Астеркарна (Fangs of Asterkarn)
Третье крупное предстоящее дополнение, которое выйдет в 2025 году.

## Отзывы и оценки
| Сводный рейтинг    | Сводный рейтинг |
| Агрегатор          | Оценка          |
| ------------------ | --------------- |
| GameRankings       | 82,64 %         |
| Metacritic         | (PC) 83/100     |
| Иноязычные издания |                 |
| Издание            | Оценка          |
| IGN                | 8,7/10          |

Grim Dawn получила преимущественно положительные оценки от игроков и критиков. Игру хвалили за глубокую систему прогрессии персонажей, разнообразия в ремесле и навыках, а также боевую часть. Критике подверглась техническая часть — устаревшая картинка, а также умеренный темп сюжетной кампании.
Летом 2018 года, благодаря уязвимости в защите Steam Web API, стало известно, что точное количество пользователей сервиса Steam, которые играли в игру хотя бы один раз, составляет 1 464 229 человек.